# Irving Greenberg
Irving Greenberg, znany także jako Yitz Greenberg (ur. 16 maja 1933 w Nowym Jorku) – amerykański rabin neoortodoksyjny i uczony, orędownik dialogu chrześcijańsko-żydowskiego.

## Życiorys
Urodził się na Brooklynie w Nowym Jorku, w rodzinie żydowskich imigrantów pochodzących z Łomży. Doktoryzował się na Uniwersytecie Harvarda. W tym czasie służył jako rabin w Riverdale Jewish Center. Następnie nauczał historii w Yeshiva University oraz utworzył Wydział Studiów Żydowskich w City College w City University of New York. Założyciel CLAL – Ogólnoamerykańskiego Centrum Edukacji Żydowskiej; przez wiele lat był przewodniczącym Jewish Life Network. W latach 2000–2002 przewodniczył Radzie United States Holocaust Memorial Museum, był wówczas członkiem Międzynarodowej Rady Oświęcimskiej, której ponownie został członkiem w roku 2012. Znany jest jako autor refleksji o roli Holocaustu, teolog chrześcijaństwa i relacji żydowsko-chrześcijańskich oraz teoretyk pluralizmu religijnego. Był jednym z sygnatariuszy deklaracji Dabru Emet. W 2007 roku Polska Rada Chrześcijan i Żydów przyznała mu tytuł „Człowieka Pojednania”.
Jest autorem wielu książek teologicznych i filozoficznych, m.in.:
- The Jewish Way: Living the Holidays,
- Living in the Image of God: Jewish Teachings to Perfect the World (wraz z Shalomem Freedmanem),
- For the Sake of Heaven and Earth: The New Encounter Between Judaism and Christianity

Jego żoną jest działaczka feministyczna, Blu Greenberg. Oboje mieszkają w Nowym Jorku.